# Stazione di Wuppertal Centrale
La stazione di Wuppertal Centrale (in tedesco Wuppertal Hbf) è la principale stazione ferroviaria della città tedesca di Wuppertal.

## Storia
La stazione venne attivata il 9 ottobre 1847 dalla società ferroviaria Bergisch-Märkische Eisenbahn (BME), come capolinea della ferrovia per Dortmund; in origine era denominata "Elberfeld", dato che l'attuale città di Wuppertal venne creata solo nel 1929 dalla fusione di Elberfeld con altre città limitrofe.
Il 9 marzo 1849 venne attivato un nuovo tronco ferroviario dalla stazione di Elberfeld della BME all'analoga stazione della Düsseldorf-Elberfelder Eisenbahn (l'attuale stazione di Wuppertal-Steinbeck); in tal modo l'impianto, in origine stazione capolinea, divenne passante.
Il fabbricato viaggiatori, progettato in stile neoclassico dagli architetti Ebeling e Hauptner, venne ultimato nel 1850; divenuto presto insufficiente alle necessità, venne ampliato a più riprese aggiungendovi anteriormente un avancorpo all'altezza del piano terreno.
Durante la seconda guerra mondiale la stazione fu bombardata e il fabbricato viaggiatori riportò gravi danni; al termine del conflitto, in considerazione della sua importanza storica quale uno dei più antichi fabbricati viaggiatori in Germania, venne restaurato fedelmente. Nel 1966 vi venne aggiunto un ulteriore avancorpo in stile moderno.

## Movimento

### Trasporto regionale e S-Bahn
La stazione è servita dalle linee RegioExpress RE 4, RE 7 e RE 13, dalla linea regionale RB 48 e dalle linee S 7, S 8 e S 9 della S-Bahn.

## Interscambi
- Fermata della Schwebebahn (Hauptbahnhof)
- Fermata autobus

### Esplicative
1. ↑  Abbreviazione di Wuppertal Hauptbahnhof, letteralmente "Wuppertal stazione principale".

### Bibliografiche
1. 1 2  Berger (1987), p. 124.
2. ↑  Berger (1987), pp. 124-125.
3. ↑  Berger (1987), p. 125.
4. ↑   Schnellverkehrsplan VRR (PDF), su vrr.de. URL consultato il 4 maggio 2019 (archiviato dall'url originale il 15 dicembre 2017).